# Empis oxilara
Empis oxilara är en tvåvingeart som beskrevs av Igor Shamshev 1998. Empis oxilara ingår i släktet Empis och familjen dansflugor. Inga underarter finns listade i Catalogue of Life.